# Agromyza parca
Agromyza parca är en tvåvingeart som beskrevs av Spencer 1986. Agromyza parca ingår i släktet Agromyza och familjen minerarflugor. Inga underarter finns listade i Catalogue of Life.